# Centroscymnus cryptacanthus
La pailona ñata (Centroscymnus cryptacanthus) es un escualiforme de la familia Somniosidae, que habita entre las latitudes 33° N y 38° S en el océano Atlántico suroccidental, cerca de Uruguay, el Atlántico oriental, Madeira y Senegal, además de la costa oeste de Sudáfrica. Se le puede encontrar a profundidades de entre 400 y 1200 m, y su longitud máxima es de 1,05 m.
Su reproducción es ovovivípara.